# Las horas (novela)
Las horas (The Hours) es una novela escrita por Michael Cunningham en 1998. Ganó en 1999 el Premio Pulitzer de Ficción, y fue adaptada en una película ganadora de un Oscar del mismo nombre protagonizada por Nicole Kidman, Meryl Streep y Julianne Moore. También fue adaptada en una ópera en dos actos: The Hours, compuesta en 2022 por el norteamericano Kevin Puts, con libreto en inglés escrito por Greg Pierce.

## Introducción del argumento
El libro trata con mujeres de tres generaciones afectadas por una novela de Virginia Woolf.

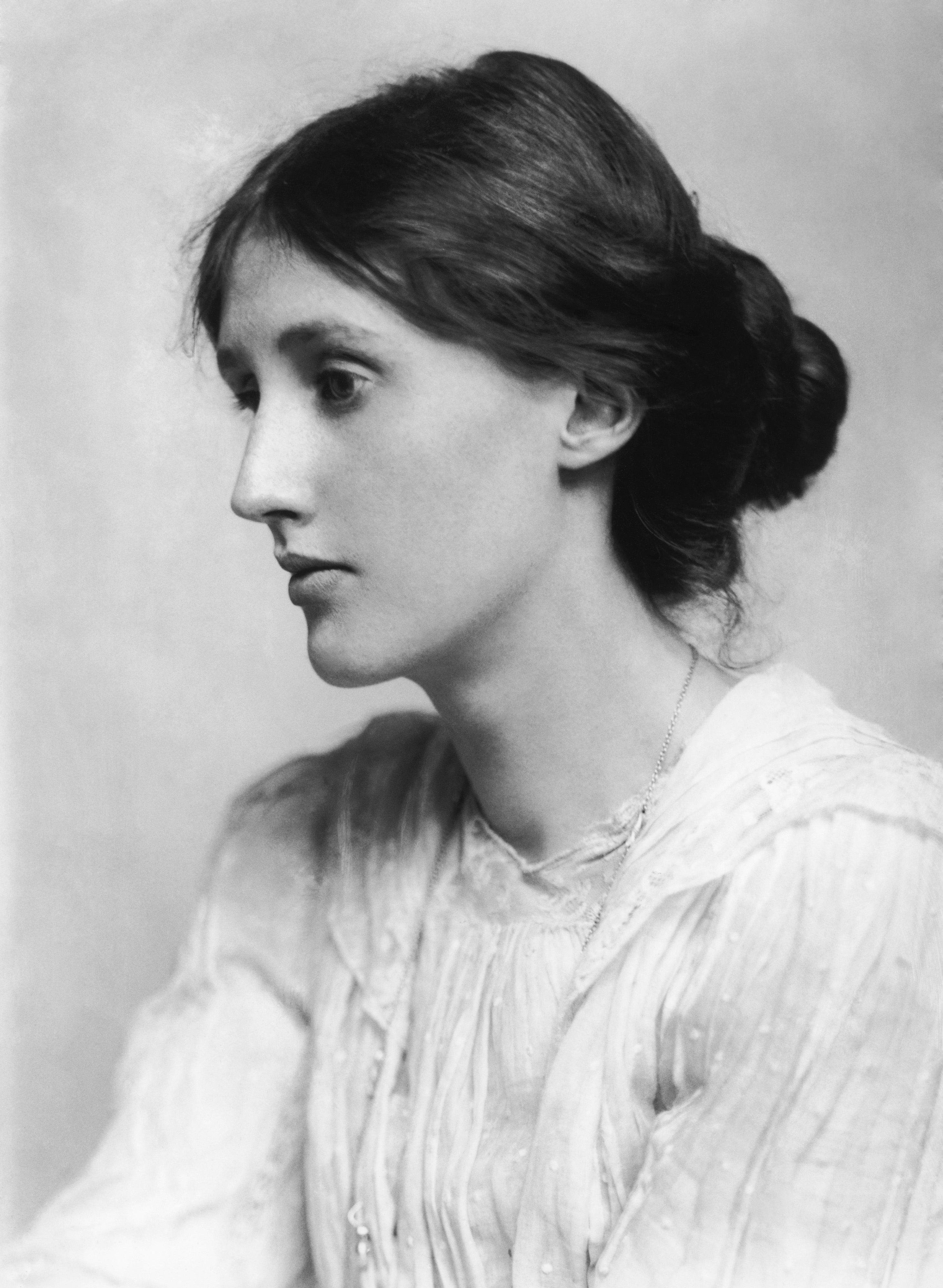
Retrato de Virginia Woolf (25 de enero de 1882 – 28 de marzo de 1941), Autora Británica y feminista.

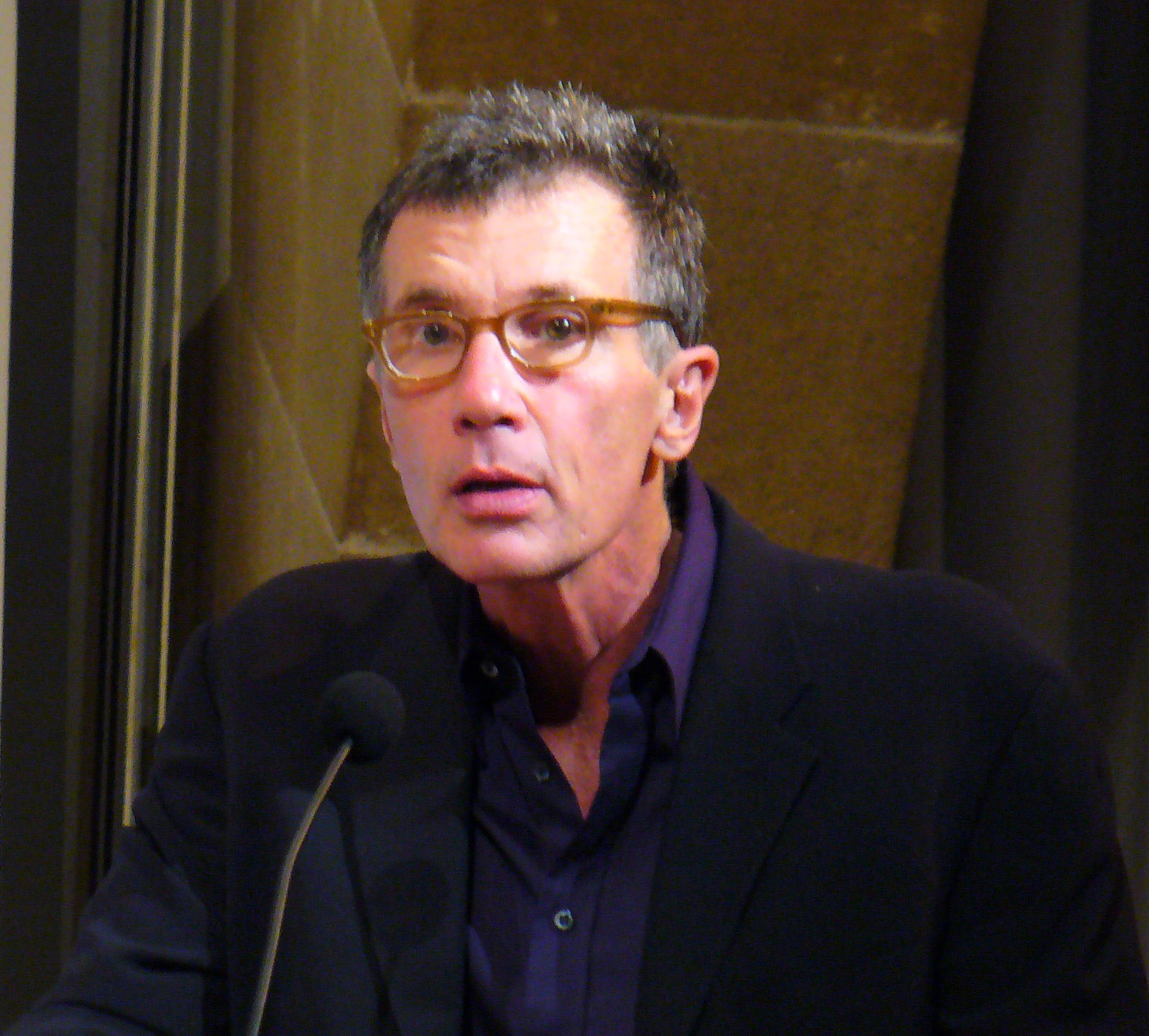
Autor Michael Cunningham

La primera es la misma Woolf escribiendo La señora Dalloway en 1923 y luchando con su propia enfermedad mental. La segunda es la Señora Brown, esposa de un veterano de la Segunda Guerra Mundial, quien está leyendo La Señora Dalloway en 1949 mientras planea la fiesta de cumpleaños de su esposo. La tercera es Clarissa Vaughn, una mujer lesbiana, que planea una fiesta en el 2001 para celebrar un importante premio literario recibido por su buen amigo y examante, el poeta Richard, quien está muriendo de sida.
Las situaciones de los tres personajes reflejan situaciones experimentadas por Clarissa Dalloway en 'La Señora Dalloway' de Woolf, con Clarissa Vaughn siendo una versión moderna y literal del personaje de Woolf. Como la Señora Dalloway, Clarissa Vaughn va en un viaje a comprar flores mientras reflexiona en la minuta del día alrededor de ella y más tarde se prepara para ofrecer una fiesta. Clarissa Dalloway y Clarissa Vaughn también reflexionan en sus historias y amores pasados en relación con sus vidas presentes, que ambas perciben como triviales. Un buen número de personajes en la historia de Clarissa Vaughn también van en paralelo a los personajes de 'La Señora Dalloway' de Woolf.
La novela de Cunningham también refleja el estilo de narrativa de 'La Señora Dalloway' de flujo de conciencia (un estilo en el que escritores como Woolf y James Joyce fueron pioneros en el que el flujo de pensamientos y percepciones de los personajes son descritos como si estuvieran pasando en la vida real, sin filtros, cambiando de una cosa a otra, y a menudo de manera impredecible. En términos del tiempo, esto significa que los personajes interactúan no solo con el momento en el tiempo en el que están viviendo, sino también actúan en el pasado en sus memorias, y al hacerlo crean una profundidad en la historia y en el fondo de la historia que pesa en sus momentos presentes, que de otra manera aparecería trivial; comprando flores, horneando un pastel y cosas vacías.
La novela de Cunningham también usa el recurso de poner la acción de la novela dentro del espacio de un día, al igual que en 'La Señora Dalloway' de Woolf. En la novela de Woolf es un día en la vida del personaje central Clarissa Dalloway. En el libro de Cunningham es un día en la vida de cada uno de los tres personajes; Clarissa Vaughn, Laura Brown y la misma Virginia Woolf. A través de este prisma, Cunningham intenta, como Woolf, mostrar la belleza y profundidad de cada día —aún el más ordinario— en la vida de cada persona y al mismo tiempo como toda la vida de una persona puede ser examinada a través del prisma de un solo día.

## Resumen del argumento
Nota: puesto que el estilo de flujo de conciencia predomina en su trabajo, un resumen del argumento basado en la acción física no da un entendimiento completo del contenido del trabajo. En la novela, la acción que ocurre en el mundo físico (los personajes haciendo cosas, como hablar, caminar, etc.) queda minimizada por la existencia material en el pensamiento y en la memoria de los protagonistas. El resumen del argumento debe hacerse teniendo en cuenta esto, pues estos pensamientos y memorias requieren detalles. 

### Prólogo
La novela comienza con el suicidio de Virginia Woolf en 1941 ahogándose en el  Río Ouse, en Sussex, Inglaterra. Aún mientras se está ahogando, Virginia se maravilla con las visiones y sonidos de cada día. Leonard Woolf, su esposo, encuentra su nota suicida y el cadáver de Virginia flota corriente abajo donde la vida, en forma de una madre y un niño yendo de paseo, sigue como si Virginia siguiera percibiendo todas las visiones y sonidos y comiéndose un sándwich.donde todos allí pudieron apreciar la belleza de las flores.
- I don't think two people could have been happier than we have been. (No creo que dos personas pudieran haber sido más felices de lo que nosotros hemos sido.)

-- de la nota suicida de Virginia Woolf a Leonard Woolf. p7, 1999 edición de pasta suave de Fourth Estate.

### Señora Dalloway
La novela salta a la Ciudad de Nueva York a finales del siglo veinte donde Clarissa Vaughn (la moderna Señora Dalloway de Cunningham) está pensando sobre comprar flores. Deja a su pareja Sally limpiando el departamento y se dirige afuera hacia una mañana de junio. Caminando a la florería, Clarissa disfruta el barullo de la vida diaria de la ciudad. Las visiones y sonidos que encuentra sirven como puntos de partida para pensamientos sobre su vida, Richard y Louis. De hecho, las flores son para una fiesta que Clarissa está ofreciendo en su departamento esa noche para Richard (ahora un renombrado poeta muriendo de sida), pues acaba de ganar el Carrouthers, un estimado premio de poesía otorgado por el trabajo de una vida. Clarissa se encuentra con Walter, un conocido que escribe novelas gay. Clarissa lo invita a la fiesta aunque sabe que Richard aborrece el interés superficial de Walter en "fama y modas, el último restaurante". Clarissa aprecia la "ambiciosa inocencia" de Walter. Clarissa continúa su camino reflexionando en su pasado, algunas veces su difícil relación con Richard a quien compara con su más estable pero nada espectacular relación con su pareja de dieciocho años, Sally. Finalmente llega a la florería.
- What a thrill, what a shock, to be alive on a morning in June, prosperous, almost scandalously privileged, with a simple errand to run. (Que emoción, que shock, estar vivo en una mañana de Junio, próspero, casi escandalosamente privilegiado, con una simple tarea que hacer.)

-- Clarissa reflexionando en su día mientras camina a la florería. p10, 1999 edición de pasta suave de Fourth Estate.
- Why doesn't she feel more somber about Richard's perversely simultaneous good fortune ("an anguished, prophetic voice in American letters") and his decline ("You have no T-cells at all, none that we can detect")? What is wrong with her? She loves Richard, she thinks of him constantly, but she perhaps loves the day slightly more. (¿Por qué no se sentía más sombría acerca de la perversamente simultánea buena fortuna de Richard ("una voz angustiosa, profética en las letras americanas") y su caída ("No tienes células T, ninguna que podamos detectar")? ¿Qué está mal con ella? Ella ama a Richard, piensa en él constantemente, pero tal vez ama más la luz del día.)

-- Clarissa pensando sobre Richard. p11, 1999 edición en rústica de Fourth Estate.
- The woman's head quickly withdraws, the door to the trailer closes again, but she leaves behind her an unimstakable sense of watchful remonstrance, as if an angel had briefly touched the surface of the world with one sandaled foot, asked if there was any trouble and, being told all was well, had resumed her place in the ether with skeptical gravity, having reminded the children of earth that they are just barely trusted to manage their own business, and that further carelessness will not go unremarked. (La cabeza de la mujer se alejó rápidamente, la puerta del tráiler se cierra otra vez, pero deja detrás una sensación inconfundible de observable oposición, como si un ángel hubiera tocado brevemente la superficie del mundo con un pie en sandalia, preguntara si había algún problema y, habiendo sido informado que todo estaba bien, hubiera retornado a su lugar en lo etéreo con gravidad escéptica, habiendo recordado a los niños de la tierra que apenas se les confía que manejen sus propios asuntos, y que descuido adicional no será pasado por alto sin mención.

-- Clarissa viendo a una estrella de cine sacar su cabeza fuera de su tráiler en respuesta al ruido del equipo de filmación. p27, 1999 edición de pasta suave de Fourth Estate.

### Señora Woolf
La novela salta a 1923 con Virginia Woolf caminando una mañana con la posible primera línea de una nueva novela. Cuidadosamente navega a través de la mañana, para no perder la inspiración. Cuando levanta su pluma, escribe: La Señora Dalloway dijo que ella misma compraría las flores.

### Señora Brown
La novela salta a Los Ángeles en 1949 con Laura Brown leyendo la primera línea de la novela de Virginia Woolf, 'La Señora Dalloway.' ("La Señora Dalloway dijo que ella misma compraría las flores.") Laura Brown está embarazada con su segundo hijo y está leyendo en la cama. No quiere levantarse a pesar de que es el cumpleaños de Dan, su esposo. Está encontrando difícil jugar el papel de esposa de Dan y madre de su hijo Richie, a pesar de su aprecio por ellos. Preferiría muchísimo más leer su libro. Eventualmente se fuerza ella misma a bajar y decide hacer un pastel para el cumpleaños de Dan, que Richie le ayudará a hacer.
- He makes her think sometimes of a mouse singing amorous ballads under the window of a giantess. (Él la hace pensar a veces sobre un ratón cantando amorosas baladas bajo la ventana de una gigantesa.)

-- Laura reflexionando en el transparente amor de su hijo por ella. p44, 1999 edición de pasta suave de Fourth Estate.
- ...the triumph and the jingle and the strange high-singing of some aeroplane overhead was what she loved; life; London; this moment of June. (...el triunfo y el tintineo y el extraño cantar agudo de algún aeroplano sobrevolando, era lo que amaba; la vida; Londres; este momento de Junio.)

-- Laura recordando una cita de 'La Señora Dalloway' de Woolf. p48, 1999 edición de pasta suave de Fourth Estate.

### Señora Dalloway
La novela regresa a Clarissa Vaughn quien, habiendo dejado la florería con un brazo lleno de flores, decide pasar al departamento de Richard. En su camino se detiene ante la localización de una filmación cinematográfica, esperando ver a una estrella de cine. Eventualmente se va, no habiendo visto a la estrella, apenada de sus propios impulsos triviales. Clarissa entra al vecindario que ella y Richard frecuentaron como adultos jóvenes. Es revelado que Richard y Clarissa tuvieron una relación romántica experimental fallida. Clarissa aún se pregunta lo que hubiera sido su vida si hubieran intentado quedarse juntos. Clarissa entra al edificio del departamento de Richard, el cual encuentra escuálido. Parece asociar el edificio del departamento de Richard con un sentido de deterioro y muerte. Entra al departamento de Richard.
Richard le da la bienvenida a Clarissa, llamándola "Señora D" una referencia a 'La Señora Dalloway'. La llama así debido a que comparten el primer nombre (Clarissa Vaughn, Clarissa Dalloway) pero también debido a un destino compartido. Como la amiga más cercana de Richard, Clarissa ha tomado el rol de cuidadora a través de la enfermedad de Richard.
Richard está luchando con lo que le parece a Clarissa ser una enfermedad mental, traída por el sida, y discute escuchar voces con Clarissa. Mientras Clarissa aún disfruta la vida diaria, parece que la enfermedad de Richard ha debilitado su energía para vivir y la limpieza de su departamento está sufriendo subsecuantemente. Como Clarissa se preocupa por atender los detalles de la vida de Richard que él ha negado, Richard se resigna. Él no parece esperar con ansias la fiesta que Clarissa está organizando para él tanto como Clarissa lo está. Finalmente, Clarissa se va, prometiendo regresar en la tarde para ayudarlo a preparar la fiesta.

### Señora Woolf
Mientras tanto, dos horas han pasado desde que Virginia empezara a escribir el comienzo de 'La Señora Dalloway'. Reflexionando en la inestabilidad del proceso artístico, decide que ha escrito suficiente por el día y está preocupada de que, si continúa su frágil estado mental, se saldrá de equilibrio: el escenario que ella describe como su "dolor de cabeza". Virginia va a la imprenta (su esposo Leonard ha montado una imprenta, la conocida Hogarth Press que publicó por primera vez a Sigmund Freud en inglés y al poeta T. S. Eliot) donde Leonard y su asistente, Ralph, están trabajando. Ella siente del comportamiento de Ralph, que el "imposiblemente demandante" Leonard lo ha reprendido por alguna ineficiencia. Virginia anuncia que va a ir a dar un paseo y después se pondrá al día con el trabajo.
- She might see it while walking with Leonard in the square, a scintillating silver-white mass floating over the cobblestones, randomly spiked, fluid but whole, like a jellyfish. "What's that?" Leonard would ask. "It's my headache," she'd answer. "Please ignore it." (Ella podría ver, mientras camina con Leonard en la plaza, una masa cintilante en blanco-plata flotando sobre el adoquín, con puntas al azar, fluida pero completa, como una medusa. "¿Qué es eso?" Leonard preguntaría. "Es mi dolor de cabeza," ella contestaría. "Por favor ignóralo.")

--Virginia reflexionando sobre la naturaleza desprendida de su enfermedad mental. p70, 1999 edición de pasta suave de Fourth Estate. 
- She decides, with misgivings, that she is finished for today. Always, there are these doubts. Should she try another hour? Is she being judicious, or slothful? Judicious, she tells herself, and almost believes it. (Ella decide, con recelo, que ha terminado por hoy. Siempre, están estas dudas. ¿Debería de tratar en otra hora? ¿Está siendo juiciosa, o perezosa? Juiciosa, se dice a sí misma, y casi lo cree.)

--Virginia. p72, 1999 edición de pasta suave de Fourth Estate. 
- The truth, she thinks, sits calmly and plumply, dressed in matronly gray, between these two men. (La verdad, ella piensa, se encuentra calmada y pesadamente, vestida en gris matronal, entre estos dos hombres.)

--Virginia reflexionando en si ha sido el trabajo, la falta de cuidado de Ralph, o el "brillante e infatigable" Leonard, lo que ha resultado en el conflicto entre los dos hombres. p73, 1999 edición de pasta suave de Fourth Estate.

### Señora Brown
En imaginería paralela a Virginia Woolf, Laura Brown también va a hacer un acto de creación: va a hacer el pastel de cumpleaños de Dan. Richie está ayudándola, y Laura pasa a través de emociones de intenso amor y de hartazgo hacia Richie. Laura quiere desesperadamente no desear más que la vida que tiene como esposa y madre, y estar haciendo un pastel; y ve a ambas (hacer el pastel y su parte presente en la vida) como su propio arte, así como escribir es el arte de Virginia Woolf.
- She will not lose hope. She will not mourn her lost possibilites, her unexplored talents (what if she has no talents, after all?). She will remain devoted to her son, her husband, her home and duties, all her gifts. She will want this second child. (Ella no perderá su esperanza. Ella no llorará sus posibilidades perdidas, sus talentos inexplorados (¿Qué si no tiene talentos, después  de todo?). Ella permanecerá devota a su hijo, su esposo, su hogar y tareas, a todos sus dones. Ella deseará a éste, su segundo hijo.

-Los pensamientos de Laura, las oraciones finales del capítulo. p79, 1999 edición de pasta suave de Fourth Estate.

### Señora Woolf
Virginia Woolf está dando un paseo mientras piensa en ideas para su novela. Ya va decidiendo que Clarissa Dalloway se suicidará; ahora Virginia planea para la Señora Dalloway el haber tenido un verdadero amor: no su esposo, sino una niña que Clarissa conoció durante su propia infancia. Su amor por otra niña será representativo de un tiempo en el que no era temerosa de ir contra el destino planeado para ella por su sociedad y familia. Virginia planea que Clarissa se mate a ella misma en la mediana edad, lo que representa cómo Virginia se siente acerca de estar atrapada en el suburbio de Richmond, siendo que ella en donde se siente totalmente viva es en Londres. Ella es consciente de que es más susceptible a la enfermedad mental en Londres, pero preferiría morir 'desvariando como loca' en Londres que evitar la vida (y tal vez prolongar sus años) en Richmond.
Mientras Virginia regresa a casa, siente (como lo hizo Laura Brown en el capítulo anterior) como si estuviera personificándose a sí misma, como si la persona que se está presentando a ella misma requiriera de artificios. Ella monta este 'acto' para convencerse a ella misma y a otros que está 'cuerda' y así Leonard aceptará la idea de mudarse de vuelta a Londres. Virginia entiende que hay "verdadero arte" en el requerimiento (para las mujeres como ella misma) de actuar como lo hacen. Sintiéndose en control de su 'acto', va a hablar con la cocinera, Nelly, sobre el refrigerio. Sin embargo, Nelly, con sus quejas triviales y demandas implícitas de que la vida diaria y la administración de la casa se mantengan (lo que es del dominio de Virginia), agobia a Virginia. Nelly parece tener una actitud matronal mientras que Virginia parece no tener un hueso de ama de casa en su cuerpo. Virginia decide darle a su personaje, Clarissa Dalloway, la gran habilidad con los sirvientes que ella no tiene.
- She is the author; Leonard, Nelly, Ralph, and the others are the readers. This particular novel concerns a serene, intelligent woman of painfully susceptible sensibilities who once was ill but has now recovered; who is preparing for the season in London... (Ella es la autora; Leonard, Nelly, Ralph, y los otros son los lectores. Esta novela particular concierne una mujer serena, inteligente de sensibilidades dolorosamente susceptibles, que una vez estuvo enferma pero que ahora está recuperada; quien se está preparando para la temporada en Londres...)

--Virginia Woolf preparándose para 'actuar' como Virginia Woolf. p83, 1999 edición de pasta suave de Fourth Estate.
- Men may congratulate themselves for writing truly and passionately about the movements of nations; they may consider war and the search for God to be great literature's only subjects; but if men's standing in the world could be toppled by an ill-advised choice of hat, English literature would be dramatically changed. (Los hombres se pueden felicitar a ellos mismos por escribir verdadera y apasionadamente acerca del movimiento de las naciones; ellos pueden considerar la guerra y la búsqueda de Dios como los únicos grandes temas de la literatura; pero si la ubicación de los hombres en el mundo pudiera ser derrocada por una mala selección de sobrero, la literatura Inglesa sería cambiada dramáticamente.)

--p83-4, 1999 edición de pasta suave de Fourth Estate.
- The trick will be to render intact the magnitude of Clarissa's miniature but very real desperation; to fully convince the reader that, for her, domestic defeats are every bit as devastating as are lost battles to a general. (El truco consistirá en dejar intacta la magnitud (miniatura pero muy real) de la desesperación de Clarissa; convencer totalmente al lector que, para ella, las derrotas domésticas son así tan davastadoras como son las batallas perdidas para un general.)

--Virginia considerando cómo escribirá 'La Señora Dalloway. p84, 1999 edición de pasta suave de Fourth Estate.
- "I've got the cress soup," Nelly says. "And the pie. And then I thought just some of them yellow pears for pudding, unless you'd like something fancier." Here it is, then: the challenge thrown down. Unless you'd like something fancier. So the subjugated Amazon stands on the riverbank wrapped in the fur of animals she has killed and skinned; so she drops a pear before the queen's gold slippers and says, "Here is what I've brought. Unless you'd like something fancier." ("Tengo la sopa de berro," dice Nelly. "Y el pay. Y luego pienso en algunas de las peras amarillas para pudín, a menos que quiera algo más elegante." Aquí está, pues: el reto ha sido lanzado. A menos que quiera algo más elegante. Así la amazona subyugada se para sobre la orilla del río envuelta en la piel de los animales que ha matado y desollado; así deja caer una pera enfrente de las zapatillas doradas de la reina y dice, "Esto es lo que traje. A menos que le guste algo más elegante.")

--p85, 1999 edición de pasta suave de Fourth Estate.
- ...in offering pears she reminds Virginia that she, Nelly, is powerful; that she knows secrets; that queens who care more about solving puzzles in their chambers than they do about the welfare of their people must take whatever they get. (...ofreciendo peras le recuerda a Virginia que ella, Nelly, es poderosa; que ella sabe secretos; que las reinas que se preocupan más por resolver rompecabezas en sus aposentos que por el bienestar de su pueblo deben tomar lo que se les ofrezca.)

--p85, 1999 edición de pasta suave de Fourth Estate.

### Señora Dalloway
Habiendo regresado a casa de donde Richard, Clarissa Vaughn entra a su departamento. Su pareja Sally, una productora de televisión, está de camino a la puerta para un almuerzo con una estrella de cine. De repente, estando sola, Clarissa se siente desatada. Siente como si su hogar y sus comodidades fueran triviales a la luz de la inminente muerte de su amigo más cercano Richard; comparado a un tiempo en el que se sentía viva y tenía todo por lo que esperar. Su departamento es un "reino de los muertos" como el de Richard. Como los otros personajes en la novela de Cunningham se pregunta sobre el valor de su vida presente y si no es una negación vía la trivialidad de la vida que pudo llevar. Entonces el sentimiento se va. Clarissa está decepcionada pero aliviada de darse cuenta de que su vida es suya y que no quiere otra. Se sujeta a la preparación de la fiesta de Richard como una afirmación y empieza los arreglos.
Mientras Clarissa se prepara para la fiesta piensa en el famoso actor con el que Sally está almorzando, una estrella de acción de películas de segunda categoría que recientemente se declaró gay. Esto enciende reflexiones en porque ella, Clarissa, no fue invitada a almorzar y otra vez hacia pensamientos sobre el valor de su vida. En su mente, ella es "sólo una esposa" (p94). Clarissa trata de ser agradecida por el momento que está viviendo, cortando los tallos de rosas en la tarja de la cocina. Ella piensa en las vacaciones que tuvo cuando tenía dieciocho con Louis y Richard, un tiempo cuando "parecía que cualquier cosa podría pasar, lo que fuera" (p95). Ella piensa en besar a Richard, un revés del beso que la Clarissa Dalloway de Virginia Woolf comparte con una niña cuando era joven. Clarissa (Vaughn) se da cuenta de que sin esas vacaciones y la casa en donde ella, Richard y Louis las pasaron, muchos eventos no hubieran ocurrido, incluyendo este momento ahora, de pie en al cocina cortando flores para su mejor amigo, la fiesta de Richard. Recuerda decirse a sí misma que en ese tiempo ella no estaba traicionando a Louis durmiendo con Richard, eran la liberadora década de los 60, Louis era consciente de lo que pasaba. Se pregunta que habría pasado si ella hubiera intentado quedarse con Richard. Imagina ese otro futuro, "lleno de infidelidades y grandes batallas; como un vasto y duradero romance descansado sobre amistad tan secante y profunda que los acompañaría a la tumba. Ella podría tener una vida tan potente y peligrosa como la literatura misma. "O tal vez no", piensa Clarissa. Ella se da cuenta de que tal vez no haya nada igual a los recuerdos de haber sido joven. Cataloga el momento en el que ella y Richard se besaron por primera vez, en la orilla de un estanque al atardecer. "Parecía como el principio de la felicidad, y Clarissa a veces se impacta, más de treinta años después, de darse cuenta de que 'era' la felicidad...Ahora lo sabe: Ese era el momento, justo entonces. No había habido otro."
- It is revealed to her that all her sorrow and loneliness, the whole creaking scaffold of it, stems simply from pretending to live in this apartment among these objects... (Es revelado a ella que todo su dolor y soledad, todo el andamio chillante que era, se eleva sólo de pretender vivir en este departamento entre estos objetos...)

--Clarissa considerando la posibilidad de escapar a su vida presente. p92, 1999 edición de pasta suave de Fourth Estate.
- I am trivial, endlessly trivial, she thinks. (Soy trivial, infinitamente trivial, ella piensa.) p94, 1999 edición de pasta suave de Fourth Estate.
- Venture too far for love, she tells herself, and you renounce citizenship in the country you've made for yourself. You end up just sailing from port to port. (Aventurarse más lejos del amor, se dice a sí misma, y renuncias la ciudadanía en el país que te has hecho para ti misma. Terminarás solamente viajando de puerto en puerto) p97, 1999 edición de pasta suave de Fourth Estate.
- It had seemed like the beginning of happiness, and Clarissa is still sometimes shocked, more than thirty years later, to realize that it was happiness; that the entire experience lay in a kiss and a walk, the anticipation of dinner and a book...What lives undimmed in Clarissa's mind more than three decades later is a kiss at dusk on a patch of dead grass, and a walk around a pond as mosquitoes droned in the darkening air. There is still that singular perfection, and it's perfect in part because it seemed, at the time, so clearly to promise more. Now she knows: That was the moment, right then. There has been no other. (Parecía como el principio de la felicidad, y Clarissa a veces se impacta, más de treinta años después, de darse cuanta que 'era' la felicidad; que la experiencia entera recae en un beso y un paseo, la anticipación de la cena y un libro...Qué vive sin oscurecerse en la mente de Clarissa más de tres décadas después en un beso al atardecer en un camino de pasto muerto, y un paseo alrededor de un estanque mientras los mosquitos zumbaban en el aire oscureciente. Existe aún esa singular perfección, y es perfecto en parte porque parecía, en su tiempo, tan claramente prometer más. Ahora lo sabe: Ese era el momento, justo entonces. No ha habido otro.) p98, 1999 edición de pasta suave de Fourth Estate.

### Señora Brown
El pastel de Laura está completo pero no está feliz. Es menos de lo que había esperado que sería. Ha invertido grandes y desesperadas esperanzas en el pastel, como un artista trabajando en una gran obra de arte, y en su mente, había fallado. Laura cataloga lo que hará para mantenerse ocupada por el resto del día: prepararse para la fiesta de Dan. Sabe que Dan estará feliz con cualquier cosa que prepare. Esto la molesta ligeramente. Se da cuenta de que la felicidad de su esposo "depende solamente en el hecho de ella, aquí en la casa, viviendo su vida, pensando en él". Trata de decirse a sí misma que es algo bueno y que ella siempre ha sido difícil pero es violentamente atacada por la imagen de Virginia Woolf poniendo una piedra en la bolsa de su abrigo y caminando dentro del río. La conexión psíquica con otra "esposa desesperada" es interrumpida por un llamado en la puerta de atrás.
- Why, she wonders, does it seem that she could give him anything, anything at all, and receive essentially the same response. What does he desire nothing, really, beyond what he's already got?...This, she reminds herself, is a virtue. (Porqué, se preguntá, parece que ella podría darle cualquier cosa, lo que sea, y recibir esencialmente la misma respuesta. ¿Por qué desea nada, de verdad, más allá de lo que ya tiene?...Esto, se recuerda, es una virtud.  p100, 1999 edición de pasta suave de Fourth Estate.
- Her cake is a failure, but she is loved anyway. She is loved, she thinks, in more or less the way the gifts will be appreciated: because they've been given with good intentions, because they exist, because they are part of a world in which one wants what one gets. (Su pastel es un fracaso, pero ella es amada igual. Ella es amada, piensa, en más o menos la manera que los regalos son apreciados: porque han sido dados con buenas intenciones, porque existen, porque son parte de un mundo en el que uno quiere lo que recibe".) p100-101, 1999 edición de pasta suave de Fourth Estate.

## Personajes en "Las horas"
1923
Virginia Woolf;
Leonard Woolf, esposo de Virginia; 
Vanessa Bell, hermana de Virginia.
1949
Laura Brown; gregoria
Dan Brown, esposo de Laura; 
Richie Brown, hijo de Laura; 
Kitty, su vecina.
1999
Clarissa Vaughn; 
Sally, pareja de Clarissa; 
Richard Brown, amigo de Clarissa.

## Temas relevantes

### TemasLGTB
'Las horas' se refiere a tres generaciones de mujeres posiblemente lesbianas o bisexuales. Es conocido que Virginia Woolf tuvo relaciones con mujeres; Laura Brown besa a Kitty en su cocina, y Clarissa Vaughn vive en una relación lésbica con Sally, aunque alguna vez tuvo una relación experimental con Richard. Los personajes periféricos también exhiben una variedad de orientaciones sexuales.
En algún momento la novela examina la libertad con la que generaciones sucesivas has sido capaces de expresar su sexualidad libremente, en público, aún a sí mismos. Como tal, una sexualidad definible para los personajes de Virginia Woolf y Laura Brown son difíciles de diferenciar. Puede ser argumentado, como lo hace el autor Michael Cunningham en el comentario del DVD de la versión fílmica, que si tales personajes hubieran nacido en tiempos más modernos y en circunstancias diferentes hubieran sido lesbianas. Para Virginia y Laura hubiera sido extremadamente difícil "salir", si hubiera existido tal concepto en sus tiempos. Tal posición habría significado consecuencias extremas en sociedades donde la homosexualidad era en muchos casos ilegal, tratada con 'terapias' médicas extremas, y opacada por la sociedad. Esta situación puede ser entendida para proveer mucha de la angustia de los personajes, particularmente en el caso de Laura Brown. Sin este entendimiento, Laura podría ser concebida como una malagradecida o una mujer extremadamente dramática.
Ha sido considerado que este libro tiene más poder de atracción en la corriente popular que la mayoría de la ficción gay, tal vez porque los personajes centrales son tratados como 'personajes que son gay', en lugar de 'personajes gay'.

### Enfermedad Mental
La novela de Cunningham sugiere hasta cierto grado que la enfermedad mental percibida puede ser una expresión legítima de la perspectiva. La idea de la cordura es una cuestión de perspectiva puede ser observada en Virginia Woolf censurando su verdadero ser porque parecería como locura a los otros, incluso a ella misma; el lector de hoy en día de Cunningham puede entender el estado mental de Virginia diferente de 'loca':
She has learned over the years that sanity involves a certain measure of impersonation, not simply for the benefit of husband and servants but for the sake, first and foremost, of one's own convictions. (Ella ha aprendido a través de los años que la cordura envuelve una cierta medida de personificación, no simplemente por el beneficio para el esposo y sirvientes pero por el bien, primero y ante todo, de las convicciones de uno mismo.)
--Virginia Woolf. p83, 1999 edición de pasta suave de Fourth Estate.

### Temas Literarios en Las horas
La Fascinación Humana con la Mortalidad
 
Los tres personajes principales en Las horas buscan significado en sus vidas y evalúan el suicidio como una forma de escapar a los problemas que enfrentan. Virginia, Clarissa, y Laura son increíblemente sensitivas y perceptivas al mundo alrededor de ellas. Cada momento causa que evalúen críticamente como se sienten acerca de vivir, así que constantemente consideran el suicidio como una manera de evadir los aspectos opresivos de sus vidas. En el día explorado por Las horas, Virginia Woolf trata de decidir si debe o no "suicidar" al personaje de Clarissa Dalloway al final de su libro. Sabemos que Virginia eventualmente termina su propia vida, así que sus deliberaciones sobre Clarissa parcialmente reflejan su lucha personal con la idea del suicidio.
Clarissa Vaughn insiste en la diferencia entre su vida actual y el verano que pasó en Wellfleet con su amante, Richard, a la edad de dieciocho. La enfermedad de Richard causa en ella el ponderar la manera en que el tiempo actúa en la gente y las cambia. Aunque ella no se suicida, es testigo de la muerte de su amigo y frecuentemente evalúa si los mejores días de su vida ya se fueron. Pequeños desprecios, tales como la ausencia de una invitación a almorzar con Oliver St. Ives, la hacen sentir insignificante, y piensa acerca de cómo este sentir de insignificancia parece como la muerte. La fascina la inmortalidad percibida por las estrellas de cine y los grandes escritores, particularmente la manera en que su memoria durará más que las memorias de los que vivieron vidas menos públicas.
Laura Brown se siente atrapada por las restricciones de su rol como una ama de casa suburbana y ve el suicidio como un escape posible. La idea de callar el parloteo y el clamor de la vida en un isntante seduce a Laura. Como ella es una intelectual, piensa al principio que su fascinación con el suicidio es un interés objetivo y académico. Piensa que ella realmente nunca sería capaz de hacer algo como matarse a sí misma. Pero mientras siente las restricciones de su propia vida cerrándose alrededor de ella, empieza a evaluar seriamente la idea del suicidio. Cuando se para frente al espejo viendo a la botella de pastillas para dormir, su interés deja de ser puramente hipotético.
La Limitación de los Roles Sociales

Las mujeres de Las horas tratan de definir sus vidas sin los roles que la sociedad ha diseñado para ellas pero sin sacrificar sus propias identidades. Tienen grados variantes de comodidad con sus roles respectivos, que van desde Clarissa, que piensa ocasionalemente que es demasiado doméstica, a Laura, que se siente atrapada por la vida que está viviendo.
Clarissa vive con su amante femenina, una situación doméstica que algunos consideran extraordinaria. A pesar de su estatus social forástero, se ha establecido como una rutina estable y familiar. Mary Krull considera que es "burguesa hasta el hueso," mientras Richard comenta que se ha convertido en la quintesencia de la "esposa de sociedad". Tiene un departamento amoroso y ordenado, pero a veces se siente alienada de la domesticidad de sus alrededores. Cuando está de pie en la cocina, apenas reconoce los platos que ella misma compró y se siente dislocada del ambiente que teoréticamante le traería satisfacción y comodidad. Ella se pregunta si ha hecho la decisión ncorrecta al hacer decisiones correctas para ella misma. Virginia entiende que es una excéntrica y, hasta cierto grado, abraza el rol de la "escritora loca." Se pregunta porqué no resultó ser más como su madre o su hermana Vanessa. Ambas de esas mujeres podrían actuar como cabezas autoritarias de la servidumbre que administra sus vidas perfectamentes. Mientras tanto Virginia no puede ni siquiera administrar a su sirviente Nelly-y sabe que cae corta en este respecto. Se pregunta porqué sabe exactamente como una persona puede manejar a sus sirvientes pero no puede poner esta idea en práctica. Ultimadamente Virginia decide hacer de su personaje Clarissa la esposa de sociedad Inglesa que ella no podría ser.
Laura tiene el caso más severo de conflicto entre su verdadero ser y el rol que le ha sido asignado. Se casó con Dan por un sentido de obligación hacia él y hacia el mundo. Cree que el mundo ha sido salvado por soldados que lucharon en la Segunda Guerra Mundial y que es su rol como mujer servir como esposa y madre de los hombres regresando de batalla. Sus necesidades han sido subordinadas al sentimiento de deber y obligación a su familia. Como resultado, constantemente busca a su alrededor y se pregunta si su casa, su hijo, e incluso su pastel llenan sus deseos personales. Para el último capítulo siente como si estuviera flotando separada a través de su vida, tan desconectada que su vida se ha vuelto algo más que lee, como si leyera una historia en un libro.
La Vida Ordinaria como más Interesante que el Arte

Los personajes principales tratan de encontrar sentido y significancia en cada aspecto del mundo alrededor de ellas. Al escoger dibujar los eventos de un día a través de una novela entera, Cunningham revela los pensamientos, actitudes y percepciones de sus tres personajes principales a través de sus pequeños encuentros con experiencias diarias reconocibles. Las mujeres de Las horas, Clarissa en particular, no pueden caminar por la calle sin tener una experiencia profunda o revelación: la visión de una mujer cantando en el parque la hace pensar en la historia de la ciudad que ama, mientras que un vistazo a una estrella de cine en su tráiler la hace pausar y considerar las maneras en que la fama hace a la gente inmortal.
La percepción del mundo como llena de significado no es una experiencia puramente pasiva. Laura canaliza su creatividad restringida en el acto doméstico de hornear, tratando al pastel que hace para su esposo como si fuera una obra de arte. Cuando el pastel falla en alcanzar sus expectativas, Laura siente no solo la frustración de fallar en la tarea sino también su fracaso al encontrar desahogos satisfactorios para sus impulsos creativos.
Como escritora, Virginia Woolf tiene un ojo pensativo y evaluativo que le da un entendimiento agudo del mundo alrededor de ella. Aún pequeños momentos pueden traerles grandes revelaciones. Mientras se sienta con su hermana Vanessa para el té, hablando informalmente acerca de un abrigo para Angélica, Virginia tiene una profunda apreciación de la simple intimidad del momento y se llena de lágrimas. Mientras la intensa sensitividad de cada mujer le permite sentirse profundamente adecuada a la vida, también experimentan más precisamente las angustias y frustraciones que vienen con los menores contratiempos. Aunque lidian con estos contratiempos con diferentes grados de estocismo, cada mujer frecuentemente se siente agobiada por su vida y las elecciones que han hecho.

## Citas
- - p98, 1999 edición de pasta suave de Fourth Estate.
- ...Virginia lingers another moment beside the dead bird in its circle of roses. It could be a kind of hat. It could be the missing link between millinery and death. (Virginia se queda otro momento al lado del ave en su círculo de rosas. Podría ser una especie de sombrero. Podría ser el eslabón perdido entre la sombrerería y la muerte.)
  - p121, 1999 edición de pasta suave de Fourth Estate.
- We live our lives, do whatever we do, and then we sleep. It's as simple and ordinary as that. A few jump out windows, or drown themselves, or take pills; more die by accident; and most of us are slowly devoured by some disease, or, if we're very fortunate, by time itself. There's just this for consolation: an hour here or there when our lives seem, against all odds & expectations, to burst open & give us everything we've ever imagined, though everyone but children (and perhaps even they) know these hours will inevitably be followed by others, far darker and more difficult. Still, we cherish the city, the morning, we hope, more than anything for more. Heaven only knows why we love it so... (Vivimos nuestras vidas, hacemos lo que sea que hacemos, y luego dormimos. Es tan simple y ordinario como eso. Unos cuantos saltan por las ventanas, o se ahogan a sí mismos, o toman pastillas; muchos mueren por accidente; y la mayoría de nosotros somos devorados por una lenta enfermedad, o, si somos muy afortunados, por el mismo tiempo. Solo está esto de consuelo: una hora aquí o allá cuando nuestras vidas parecen, contra todos los augurios y expectativas, abrirse y darnos todo lo que hemos imaginado, aunque todos menos los niños (e incluso hasta ellos) saben que esas horas serán inevitablemente seguidas por otras, más oscuras y más difíciles. Aún, atesoramos la ciudad la mañana, esperamos, más que cualquier otra cosa por más. Solo el cielo sabe por qué amamos eso...)
  - p225-226, 1999 edición de pasta suave de Fourth Estate.

## Trivia
- En su camino al departamento de Richard, Clarissa Vaughn piensa que ve a Meryl Streep. Meryl Streep terminó personificando a Clarissa Vaughn en la adaptación fílmica de 'Las horas' de Stephen Daldry.

## Adaptaciones
- Las horas (2002), película dirigida por Stephen Daldry
- The Hours: A Live Tribute (2016), cortometraje dirigido por Tim McNeill